# Comitato pro suffragio femminile
Comitato pro suffragio femminile var en riksorganisation för kvinnlig rösträtt i Italien, grundad 1905.   Det var den första föreningen för kvinnors rösträtt i Italien, och en av de första kvinnoföreningarna efter Lega promotrice degli interessi femminili (1881-1898). 
Föreningen lämnade år 1906 in en petition om kvinnlig rösträtt till parlamentet. Den grundades i Rom och organiserade sedan lokalavdelningar över hela landet, med målet att organisera och kampanja för rösträtt. Den blev Italiens representant i International Women Suffrage Alliance. 
Den italienska rösträttsrörelsen ville undvika att associeras med den brittiska rörelsens våldsamma metoder, eftersom den uppfattades som kontraproduktiv, och hade en policy om att bete sig mer diskret: den blev heller aldrig så stor som sin brittiska motsvarighet. Bland dess mest kända företrädare fanns Anna Maria Mozzoni, Linda Malnati and Carlotta Clerici.
Benito Mussolini lovade 1922 att införa kvinnlig rösträtt, och gjorde det också år 1925 på lokal nivå, men efter att Italien blev en fascistisk diktatur året därpå blev rösträtten maktlös. Rösträtt för kvinnor infördes inte i Italien förrän efter kriget 1945. 